# Além
Além es una aldea portuguesa situada en la freguesía de Balazar, del municipio de Póvoa de Varzim y distrito de Oporto.